# Kybernetische Didaktik
Die kybernetisch-informationstheoretische Didaktik wurde in den 1970er Jahren durch Felix von Cube entwickelt. Die kybernetische Didaktik bezieht kybernetische Begriffe und Methoden (Regelkreis, Informationstheorie etc.) auf den Bereich der Erziehungswissenschaft. Da es sich bei diesen Begriffen um einen Teilbereich der logisch-empirischen Methode handelt, stellt die kybernetische Didaktik einen Teilbereich der kritisch-rationalen Erziehungswissenschaft dar.

## Beschreibung
Bei der Anwendung kybernetischer Methoden auf den Bereich der Erziehungswissenschaft lassen sich drei Hauptbereiche unterscheiden: 
1. Die Beschreibung von Erziehung als Regelung, die Verwendung informationstheoretischer Methoden in Lerntheorie, Didaktik und Mediendidaktik sowie die Programmierung rückgekoppelter Lernsysteme.
2. Die Verwendung informationstheoretischer Methoden auf den Gegenstandsbereich Lernen führt zu dem Ergebnis, dass Lernen als Abbau subjektiver Information aufgefasst werden kann. Durch den Informationsabbau und dem dadurch resultierenden Aufbau von Ordnung gewinnt das Individuum Sicherheit und Bewusstseinskapazität für die Bewältigung gegenwärtiger Situationen. Durch die Verwendung informationstheoretischer Methoden werden Lehrstrategien optimiert und präzisiert.
3. Die Programmierung rückgekoppelter Lehrsysteme ist eine Automatisierung im Sinne der Zielerreichung durch ein selbststeuerndes System.

Die kybernetisch-informationstheoretische Didaktik leistet einen Beitrag zur Entwicklung und Präzisierung allgemeiner Sätze und Theorien der Erziehungswissenschaft sowie zur Unterrichtsplanung. Netzpläne für den Unterricht, Erstellung programmierter Lehrsysteme sowie programmiertes AV-Training (etwa in der Verkehrserziehung oder der Sporterziehung) sind weitere Verdienste der kybernetischen Didaktik.

## Erziehung und Ausbildung als Regelung
In Anlehnung an die Kybernetik, die zielgerichtete Steuerungsprozesse "Regelungen" nennt, wird der Erziehungs- und Ausbildungsprozess von der kybernetischen Didaktik als Regelungsvorgang gesehen und als Regelkreis dargestellt. Der Soll-Wert der Erziehung wird das Ausbildungsziel genannt, als Regler fungiert der Ausbilder als Stratege, Stellglieder sind die Medien, als Messfühler  dienen die Lernkontrollen. Methoden werden als eine festgelegte Abfolge von Steuerungsmaßnahmen gesehen.

## Verwendung kybernetischer Modelle und Methoden
Die Verwendung kybernetischer Modelle und Methoden in der Didaktik kann erheblich zur Präzisierung und Optimierung von Lernstrategien beitragen, bei denen allerdings selbstbestimmtes Lernen der Schüler und Schülerinnen, ihre Mitplanung und Mitverantwortung des Unterrichtsablaufes eher zu den "Störgrößen" zu rechnen sind. Die Reduktion von Didaktik auf die Frage nach der Methode des Lehrens und Lernens und die Ausklammerung von Zielsetzungen aus dem wissenschaftlichen Diskurs widerspricht aber den Diskussionsergebnissen erziehungswissenschaftlicher Forschung (vgl. Röhrs/Scheuerl 1989).

## Lehrstrategien
Lehrstrategien sind jeweils von Ziel und Adressat abhängig. Für eine effektive Vermittlung von Kenntnissen sind zwei Strategien zu nennen: Die Ordnung der Information vor der Aufnahme durch den Adressaten und die wiederholte Darbietung der Information.
Erkenntnis hingegen ist – im Unterschied zur bloßen Kenntnis – die Erfassung von Zusammenhängen sowie das Einordnen von Einzelinformationen in einen bekannten Zusammenhang. Diese Prozesse lassen sich nicht so einfach steuern wie die Speicherung von Informationen (Kenntnissen). Erkenntnisstrategien teilt man in zwei Kategorien ein: darstellende, in denen der bestehende Zusammenhang sicht- und wahrnehmbar wird, sowie genetische Strategien, in denen es neben Erkenntnisgewinnung auch um die Schulung des produktiven Denkens geht.

## Planung
Planung des Unterrichts vollzieht sich in drei Schritten.
1. Entwicklung einer Lehrstrategie
2. Planung des adäquaten Medieneinsatzes
3. Festlegung didaktischer Stationen und Festlegung der Kontrollstationen